# NGC 787
NGC 787 في الفهرس العام الجديد، هي مجرة، تقع في كوكبة قيطس. اكتشفت في 27 فبراير 1865 بواسطة كريستسيان هنري فريدريك بيترز.

## روابط خارجية
- NGC 787 على موقع ويكي سكاي: DSS2, SDSS, GALEX, IRAS, Hydrogen α, X-Ray, Astrophoto, Sky Map, Articles and images